# Alfi
Alfi je moško osebno ime.

## Izvor imena
Ime Alfi je različica moškega osebnega imena Alfonz.

## Pogostost imena
Po podatkih Statističnega urada Republike Slovenije je bilo na dan 31. decembra 2007 v Sloveniji število moških oseb z imenom Alfi manjše od 5.

## Osebni praznik
Osebe z imenom Alfi lahko godujejo takrat kot osebe z imenom Alfonz.